# Nitrate de gallium
Le nitrate de gallium est un composé chimique de formule Ga(NO3)3. Il s'agit du sel de gallium et d'acide nitrique HNO3. Il se présente sous la forme d'une poudre blanche très soluble dans l'eau. Il en existe un hydrate Ga(NO3)3·x H2O, également sous forme d'une poudre blanche. Il peut être obtenu par dissolution de gallium ou d'oxyde de gallium(III) Ga2O3 dans l'acide nitrique, suivie de dessiccation de l'hydrate obtenu à 40 °C.

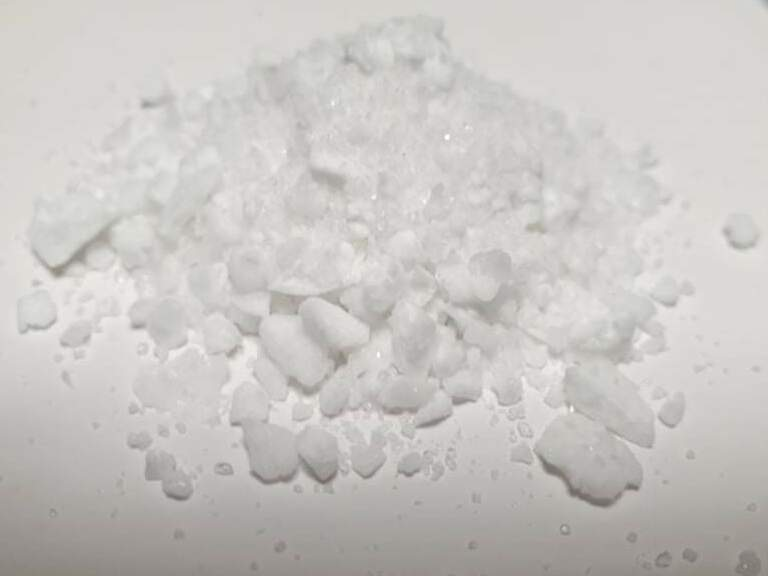
Nonahydrate de nitrate de gallium.

Le nitrate de gallium est utilisé en médecine pour traiter l'hypercalcémie secondaire induite par certains cancers. Il agit en inhibant l'activité des ostéoclastes, ce qui réduit le taux de calcium libre dans le sang résultant de la dégradation des os. Les atomes de gallium se lient aux groupes phosphate de l'ADN à faible concentration en formant des complexes stables. L'affinité de l'ADN pour le gallium est sensiblement supérieure à celle du magnésium. Si l'interaction entre le métal et les bases de l'ADN n'a pas été observée, il est possible que le gallium inhibe la réplication de l'ADN en ciblant spécifiquement la ribonucléotide réductase. De plus, on a montré que le gallium se lie à la transferrine plus fortement que le fer, et que le complexe gallium−transferrine inhibe la synthèse d'ADN en agissant sur la sous-unité M2 de la ribonucléotide réductase. Le cation de gallium(III) Ga3+ pourrait agir comme antagoniste de plusieurs ions tels que Ca2+, Mg2+, Fe2+ et Zn2+ dans les processus du métabolisme cellulaire.